# Ace Ventura (série télévisée d'animation)
Pour les articles homonymes, voir Ace Ventura.
Ace Ventura (Ace Ventura: Pet Detective) est une série télévisée d'animation canado-américaine en 41 épisodes de 30 minutes créée par la société de production Nelvana d'après le film Ace Ventura, détective pour chiens et chats et diffusée entre le 9 décembre 1995 et le 21 janvier 2000 sur CBS.
En France, elle est diffusée à partir du 24 septembre 1997 sur M6 dans l'émission M6 Kid. Au Québec, la série a été diffusée partir de 1997 sur Télétoon.

## Synopsis
Ace Ventura est un détective animalier parfois déjanté et paranoïaque.

## Distribution

### Voix originales
- Michael Daingerfield : Ace Ventura
- Richard Binsley : Spike
- Vince Corazza : Schickadance
- Pam Hyatt : Atrocia Odora
- Bruce Tubbe : Emilio
- Al Waxman : Aguado

### Voix française
- Emmanuel Curtil : Ace Ventura
- Martine Irzenski : Space Love

## Épisodes

### Première saison (1995)
1. On a volé les cerfs du Père Noël (The Reindeer Hunter)
2. Un ours très collant (Bowling for Bear)
3. À table (Pet Food)
4. Le Perroquet qui en savait trop (The Parrot Who Knew Too Much)
5. Une journée à la plage (French Dip)
6. Koalas nés (Natural Born Koalas)
7. Les Chiens d'Uberville (The Hounds of D'Urbervilles)
8. Un souvenir du passé (Remembrance of Trunks Past)
9. La Nuit du gorille (Night of the Gorilla)
10. Titre français inconnu (Day of the Groundhog)
11. Un drôle de parfum (The Big Stink)
12. La Fiancée du crocodile (The Gator Gal)
13. Gare au taureau (The Bull Market)

### Deuxième saison (1996)
1. Le Panda infernal (Panda-monium)
2. La Chute de température (Snow Job)
3. Attention aux embouteillages (Salmon Rush Hour)
4. La Fugue de Spike (The Search for Spike)
5. La Voie lactée (The Milky Way)
6. Un chaton, sinon rien (The Golden Kitten)
7. Le Tonnerre gronde (Thunderballrighty Then)
8. Ace et le dragon (Dragon Guy)
9. Une mauvaise journée (Bad Hare Day)
10. À l'ouest, rien de robot (Robo West)
11. Le Cri du caribou (Howl of the Weremoose)
12. Une histoire de cheveux (Bald Courage)
13. Un parcours mouvementé (Have Mask, Will Travel)

### Troisième saison (1999)
1. L'Apprentie sorcière (Witch's Brew)
2. Le Vol du faucon (Bird Is the Word)
3. Dinosaurus minus (Dino Mite)
4. L'Ace de l'espace (Ace in Space)
5. Caractère de cochon (Get Piggy)
6. Titre français inconnu (Ace Off)
7. Titre français inconnu (Shell Shock)
8. Ace Ventura fait mouche (Beware the Fly)
9. Aventure romaine (Ace in Time)
10. Cyberespace (The Future Of Ventura)
11. Le Jour du chien (A Dog Day Afternoon)
12. Le Far-West sauvage (The Wild Wild West)
13. Titre français inconnu (Never Again)

## Cross-Over
La série a eu le droit à un cross-over avec une autre série d'animation : The Mask, la série animée.  Le cross-over commence dans la série The Mask, la série animée (saison 2 épisode 39) et se conclut dans le final de la saison 2 d'Ace Ventura.

### Films
- Ace Ventura, détective pour chiens et chats (Ace Ventura: Pet Detective) de Tom Shadyac avec Jim Carrey (1994)
- Ace Ventura en Afrique (Ace Ventura: When Nature Calls) de Steve Oedekerk avec Jim Carrey (1995)
- Ace Ventura Jr., détective pour chiens et chats (Ace Ventura Jr.: Pet Detective) sans Jim Carrey (2008)

### Jeu vidéo
- Ace Ventura (1996), inspiré de la série TV